# Sparkassen-Arena (Balingen)
Cet article concerne une salle omnisports basé à Balingen. Pour une salle omnisports basé à Kiel, voir Sparkassen-Arena (Kiel).
La Sparkassen-Arena de Balingen est un hall omnisports situé à Balingen, en Bade-Wurtemberg, où évolue le club de handball du  HBW Balingen-Weilstetten.